# Kaivorivier
De Kaivorivier  (Kaivojoki) is een rivier die stroomt in de Zweedse  gemeente Kiruna. De rivier ontvangt haar water op de berghellingen van de heuvel Isopalo, ze stroomt naar het noorden weg, stroomt door twee kleine meertjes en levert haar water in bij de Liukattirivier.
Afwatering: Kaivorivier → Liukattirivier → Luongasrivier → Torne → Botnische Golf